# Nghể chân vịt
Nghể chân vịt (danh pháp khoa học: Polygonum palmatum) là một loài thực vật có hoa trong họ Rau răm. Loài này được Dunn miêu tả khoa học đầu tiên năm 1912.